# 味之天下
《味之天下系列》（英語：Food and Culture Series）是香港電台電視部拍攝製作的飲食文化節目系列。

## 每集主題
| 集數                | 播映日期       | 主題               |
| 第一輯              |                |                    |
| 01                  | 2010年10月2日  | 海鮮是這樣吃過來的 |
| 02                  | 2010年10月9日  | 一盅兩件           |
| 03                  | 2010年10月16日 | 潮人·潮食          |
| 04                  | 2010年11月6日  | 聞雞起筷           |
| 05                  | 2010年11月13日 | 上海味道           |
| 06                  | 2010年11月20日 | 尋嚐香港人之味     |
| 07                  | 2010年11月27日 | 內藏珍寶           |
| 08                  | 2010年12月4日  | 「素」造新生活     |
| 09                  | 2010年12月11日 | 咖哩的信徒         |
| 10                  | 2010年12月18日 | 種有時?食有時?     |
| 第二輯              |                |                    |
| 01                  | 2011年12月9日  | 啖啖幸福味         |
| 02                  | 2011年12月16日 | 茶香韻味           |
| 03                  | 2011年12月23日 | 刀鋒下的美食       |
| 04                  | 2011年12月30日 | 開門七件事         |
| 05                  | 2012年1月6日   | 米藏大世界         |
| 06                  | 2012年1月13日  | 麵對麵             |
| 07                  | 2012年1月20日  | 傳味·傳承          |
| 08                  | 2012年1月27日  | 尋找雞屎藤         |
| 09                  | 2012年2月3日   | 茶香溢滿城         |
| 10                  | 2012年2月10日  | 囍餅               |
| 第三輯              |                |                    |
| 01                  | 2013年4月28日  | 甜來自有方         |
| 02                  | 2013年5月5日   | 酸到笑             |
| 03                  | 2013年5月12日  | 辣·上癮            |
| 04                  | 2013年5月19日  | 尋找·苦·味道       |
| 05                  | 2013年5月26日  | 鮮美時刻           |
| 06                  | 2013年6月2日   | 濃本多情           |
| 07                  | 2013年6月9日   | 淡然回味           |
| 08                  | 2013年6月16日  | 味美飄香           |
| 第四輯「味道·地道」 |                |                    |
| 01                  | 2015年11月24日 | 家一點韓味道       |
| 02                  | 2015年12月1日  | 幸福滿台           |
| 03                  | 2015年12月8日  | 家嚐 . 印尼菜      |
| 04                  | 2015年12月15日 | 真 。 日本之味     |
| 05                  | 2015年12月22日 | 心有所蜀           |
| 06                  | 2015年12月29日 | 泰 . 色 . 香 . 味  |
| 07                  | 2016年1月5日   | 意國鄉味           |
| 08                  | 2016年1月12日  | 濃情 . 德國菜      |
| 09                  | 2016年1月19日  | 尋味巴國菜         |
| 10                  | 2016年1月26日  | 情繫潮汕菜         |

## 五分鐘版本
本節目系列第一輯的五分鐘版本名為《廚師交響Cook》，於2011年1月30日至2月27日，逢星期日在亞洲電視本港台和無綫電視翡翠台分別於11:00-11:05和15:20-15:25播出。

## 外部連結
- 香港電台節目網站 - 味之天下(第一輯)（页面存档备份，存于）
- 香港電台節目網站 - 味之天下(第二輯)（页面存档备份，存于）
- 香港電台節目網站 - 味之天下(第三輯)（页面存档备份，存于）
- 香港電台節目網站 - 味之天下(第四輯)（页面存档备份，存于）
- 香港電台節目網站 - 廚師交響Cook
- 香港電台電視節目資料庫相關網站 - 味之天下(第一輯) （页面存档备份，存于）
- 香港電台電視節目資料庫相關網站 - 味之天下(第二輯) （页面存档备份，存于）
- 香港電台電視節目資料庫相關網站 - 味之天下(第三輯)（页面存档备份，存于）
- 香港電台電視節目資料庫相關網站 - 味之天下(第四輯)（页面存档备份，存于）